# 松口蘑
松口蘑，又稱松茸，是屬於口蘑科口蘑屬下的一種食用蕈，具有獨特的濃郁氣味。松口蘑主要分布于日本、中国、美国、加拿大和北欧国家。生长于海拔1600-2600米的温带和寒温混交林带上。
松茸好生於養份不多而且比較乾燥的林地，一般在秋季生成，通常和赤松、偃松、鐵杉、日本鐵杉的根部形成菌根共生关系（松露属于外生菌根真菌，需要和树木共生才能存活），也有共生在黑松根部的例子，但較為少見。日本人稱在非時令的梅雨季節長出的松茸為「早松」，價值更高，或作為特級食材，或作為討吉利的象徵。

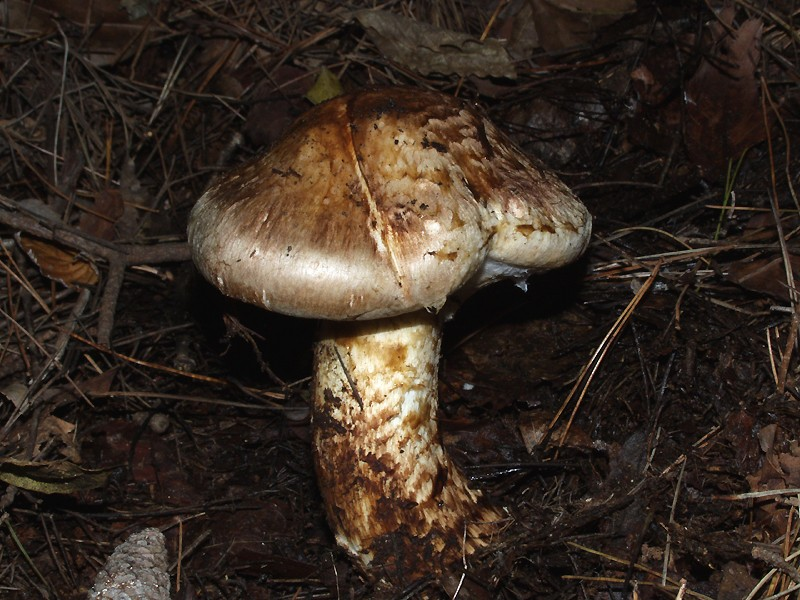
松茸

松茸的稀有不僅是因為其成長速度緩慢，也是因為採集困難。松茸一旦突出地面並張開蕈傘，它的香氣就會大量流失，吃起來的味道也變差，經濟價值大幅滑落。因此採集松茸必須在松茸剛露頭的時候就連根挖出，這是一項要求高觀察力與豐富經驗的工作。雖然一直有人嘗試商業化大量栽培，然而至今仍未足夠量產，所以目前市面上所的松茸幾乎都是人力上山採集。

## 外部連結
- 維基物種上的相關：松口蘑
- 松茸 （页面存档备份，存于） 中国松茸，松茸的保存、松茸的做法
- (PDF). 特許庁. （原始内容 (PDF)存档于2011-03-23） （日语）.
- [永久](PDF)
- http://www.pref.kyoto.jp/yamashiro/no-nourin/1193105574145.html （页面存档备份，存于）
- [永久]
- 都是“西藏松茸” 价格差了上千元 （页面存档备份，存于），中国经济网，2014年6月30日